# OpenCms
«OpenCms» (укр. Овпенсіемес) — це професійна безкоштовна система керування вмістом сайту (CMS) з відкритим кодом, написана мовою програмування Java, з широким використанням стандартних та поширених технологій (Servlet, JSP, XML, JDBC).
OpenCms призначена для швидкого створення вебсайтів будь-якого розміру та складності, а також їх подальшого супроводу без участі розробників. Розробник системи — німецька компанія Alkacon Software. Продукт розповсюджується за з ліцензією LGPL.
OpenCms підтримує такі бази даних: Oracle, MySQL, PostgreSQL, MS SQL Server, DB2, AS40, HSQL.
Робота системи повністю заснована на базі даних, тобто вебсторінки динамічно генеруються із бази. Для пришвидшення цього процесу та уникнення помилок в OpenCms вбудовано механізм кешування.

## Інтерфейс та використання
OpenCms містить вбудований майстер установки з HTML-інтерфейсом, процес встановлення займає близько 10 хвилин. Додаткового програмного забезпечення не вимагається. Інтерфейс системи повністю базується на веббраузері. Користувацький інтерфейс максимально наближений до інтерфейсу Windows. В OpenCms вбудовано механізм публікації ресурсів. Сайт одночасно має 2 версії: «online» та «offline», також реалізована можливість одночасної роботи декількох користувачів. Сторінки організовані у вигляді звичної ієрархії папок і файлів. OpenCms підтримує всі загальноприйняті формати файлів. Доступ до галерей здійснюється за допомогою WYSIWYG-редактора, це дає можливість редагувати сайт в режимі «offline». Містить вбудований модуль інтернаціоналізації, який підтримує всі існуючі орфографічні системи, включаючи китайську і японську мови. Система влаштована таким чином, що вміст сайту повністю відділений від дизайну. Це дозволяє реалізовувати різне представлення вмісту сайту для різних типів браузерів (PC Desktop WEB-браузер, PDA чи WAP-браузер). В OpenCms вбудована інтеграція зі стандартним Java-механізмом створення динамічних вебсторінок JSP. Це дає можливість  створювати шаблони сторінок.

## Основні характеристики та переваги
- Швидке навчання роботи з системою.
- Простота управління ресурами сайту.
- Вбудоване управління користувачами і правами доступу.
- Управління публікацією ресурсів сайту.
- Управління задачами.
- Підтримка багатомовних сайтів.
- Контроль версій ресурсів сайту.
- Багатоваріантність дизайну.
- Гнучкий механізм шаблонів сторінок.
- Багатомовний користувацький інтерфейс (англійська, німецька, російська, шведська, французька мови).
- Вбудована довідкова система.
- Персоналізація.
- Модульний механізм розширення функціональності.
- Підтримка стандартних протоколів безпеки для додатків електронної комерції.
- Механізм синхронізації з зовнішніми файловими системами.
- Інтеграція з різними серверами додатків.
- Підтримка повнотекстного пошуку та індексування сторінок сайту.
- Підтримка систем розподілу навантаження.
- Здатність до розширення та масштабування.

## Розробка та підтримка сайтів на базі OpenCms
По всьому світу нараховується велика кількість компаній, які пропонують послуги із розробки та підтримки сайтів на базі OpenCms. В Європі існує близько 80 таких компаній, в Америці — 23, в Азії та Австралії — 9, в Африці та на Близькому Сході — 3.
Систему OpenCMS уже використовують провідні приватні компанії та управлінські організації, такі як 3M, British Petroleum, Європейська аерокосмічна оборонна компанія (EADS), уряд Франції, німецький банк Hypovereinsbank, юридична компанія Mannheimer Swartling, косметична корпорація Оріфлейм, автомобільна компанія Renault та Комісія у справах дітей UNICEF.